# Remate (músico)

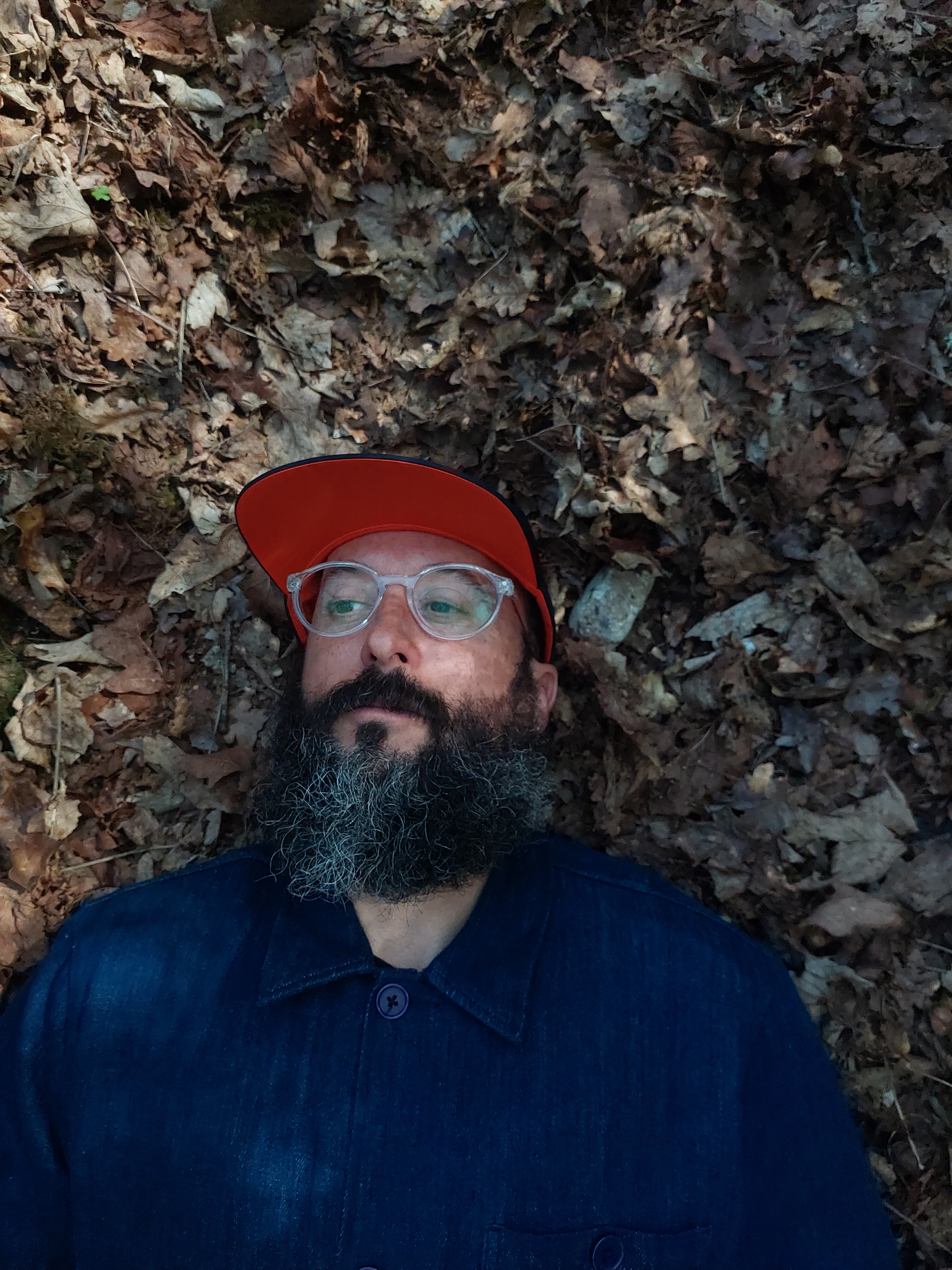
Retrato del músico y compositor de bandas sonoras Remate, por Ana Bolívar.

Remate (1974, Madrid) es un músico y compositor de bandas sonoras español formado en la Universidad de Músicos y Actores de Cardiff Welsh College Of Music & Drama.

## Carrera musical
Músico español multinstrumentista formado en la música clásica desde los 8 años, estudios que culmina gracias a una beca en la Universidad Welsh College Of Music And Drama  (Cardiff, País de Gales, Gran Bretaña). 
En casi una década de carrera REMATE se ha convertido en “un cantautor pop con trasfondo surreal de gran talla artística” (ROCKELUX) /  “Remate alardea de una conmovedora voz esquiva y de una capacidad prodigiosa para dar con canciones libres, frágiles, retorcidas y elegantes” (UNCUT). 
Desde 2003, ha publicado 15 álbumes de canciones y 11 bandas sonoras. A lo largo de su carrera, ha recibido gran atención de la prensa especializada y de los medios generalistas nacionales, así como de los más prestigiosos medios culturales europeos y estadounidenses: Village Voice, NPR, Uncut, The Sunday Times, New Musical Express... Remate ha tocado en repetidas ocasiones en las principales salas de España y ha formado parte del cartel de los más importantes festivales (FIB, Primavera Sound, BAM, Día de la Música...). En el extranjero, ha tocado en ciudades como Londres, Nueva York, Austin (SxSW South by Southwest Festival 2008 y 2013) y Ámsterdam, una extensa gira europea en 2011 con varias bandas y una gira de un mes por la costa oeste de Estados Unidos patrocinada por SPAIN arts & culture (Embajada de España en Washington).
El punto de inflexión fue su disco doble No Land Recordings, y el detonante de su consolidación fue Superluv. Por lo que tiene de romántico, grabado en Nueva York y producido por LD Beghtol (The Magnetic Fields), que cuenta con la colaboración y el respaldo del propio líder de The Magnetic Fields, Stephin Merritt, y de muchos otros músicos de gran categoría que han colaborado en sus carreras con autores tales como Antony and The Johnsons, Belle & Sebastian, Devendra Banhart, Patti Smith, entre otros.
En 2012 publicó Una Araña A Punto de Comerse Una Mosca (Todos Nosotros, 2012), en exclusiva en formato CD con la revista Rockdelux, su primera colección de canciones compuestas íntegramente en castellano. En 2013 formó junto a Israel Marco (Cuchillo) el dúo Escarlata, con el que publicó el álbum Lo que me dijiste al oído se extendió por todo el mundo. 
Su álbum Nelson es perfecto, se publicó en 2013 en su propio sello discográfico Relámpago. El disco, compuesto por 7 canciones en castellano, recibió elogiosas críticas en la prensa: “Escuchadlo. Sentidlo. Vividlo... Sencillo y complejo, aparentemente inmediato en su depuración y su ingravidez, pero abierto al misterio y a muchas capas de significados”. David Saavedra, Rockdelux. “Parece haber encontrado una vereda en la que todas las huellas conducen a él (...). "Otro disco llamado a perdurar”. César Luquero, Rockdelux. 
A principios de 2014, recibe el encargo del canal de televisión TCM (Turner) de componer e interpretar la banda sonora original de la primera película de Orson Welles, Too Much Johnson, ópera prima del gran cineasta estadounidense que se creía perdida y fue encontrada en Italia recientemente. La película fue emitida en primicia en el canal de televisión en mayo de 2014 y para la premier (Cineteca, Matadero de Madrid), Remate interpretó la banda sonora en directo ante la proyección en pantalla del film en formato cuarteto (percusión, trompa, violín y guitarra/teclados). Remate publicó el disco de esta banda sonora en 2015 en su propio sello Relámpago.
En abril de 2014, el músico publicó su primer libro Suelo Estar (Editorial Pájaro), un conjunto de relatos breves.
Posteriormente publica Cabello de Ángel, Tocino de Cielo (Relámpago, 2016), un musical tragicómico sobre la familia y otros espantos, cuya canción El urogallo, interpretó en directo en el programa de Andreu Buenafuente Late Motiv.
Tras la publicación de la secuela, el EP Megafonía, Remate se dedica de lleno a la composición e interpretación de bandas sonoras para cine, series y documentales. 
Ha compuesto varias obras para Isabel Coixet, entre las que destacan la BSO del corto Un corazón roto no es como un jarrón roto o un florero, el documental El espíritu de la pintura, comisionado por el Museo del Prado con motivo de la muestra del artista chino Cai Guo-Qiang y cuya versión breve estuvo expuesta en el Museo, y la composición de una canción para la serie Foodie Love de HBO (2020). 
Junto con el músico Wild Honey, realiza las BSO de tres documentales para el canal TCM (Turner) dirigidos por Pedro González Bermúdez (2001: Sparks In The Dark, Peckinpah Suite y La naranja prohibida) y la BSO de la serie Esto no es Suecia, dirigida por Aina Clotet y Mar Coll y disponible en RTVE Play.
Ha trabajado en varios proyectos con el director de cine Gonzalo López-Gallego, entre los que destacan la serie de RTVE Néboa (protagonizada por Emma Suárez, la película de reciente estreno (26 de enero de 2024) en EEUU American Star, protagonizada por Ian McShane y el film La sombra del Tiburón, que se estrenará en exclusiva en la sección oficial de Fantasporto. “El score de Remate enriquece el vínculo con el espectador de American Star”. Fandomwire 
Su banda sonora de Néboa fue considerada por la revista MOJO como una de las mejores del año. “Remate crea con éxito una atmósfera de pavor flotante y fatalidad coral corroída que recuerda a las partituras de terror italianas de los años 70 de Piero Umiliani y Fabio Frizzi y Piero Piccioni”. Andrew Male
En noviembre de 2023 se publicó su último álbum Dos galgos blancos (Everlasting Records). Tras 7 años sin publicar un disco de canciones, la acogida de la crítica especializada ha sido entusiasta: "Me parece que lo importante a subrayar –además del retorno- es el disfrute del conjunto armónicamente perfecto que forman las ocho canciones”. David S. Mordoh, Música en la mochila / Uno de los mejores discos del año para la revista Rockdelux "¿Es una película, es un libro, es un guion, es un disco, es un sueño? Sí. Y no. Porque en el planeta Remate –¡qué bien!– nada es categórico" LM Flores.
Desde 2019, colabora en el programa Hoy empieza todo 2 de Radio 3 con su espacio "Más allá de John Williams", dedicado a sus bandas sonoras favoritas.

## Discografía
- Dos galgos blancos (Everlasting, 2023)
- Kankyou (Relámpago, 2020)
- Kitasato (Relámpago, 2018
- Megafonía (Relámpago, 2016)
- Cabello de Ángel, Tocino de Cielo (Relámpago, 2016)
- Escarlata (Dúo con Israel Marco). Lo que me dijiste al oído se extendió por todo el mundo (Foehn Records, 2013)
- Nelson es perfecto (2013)
- Una araña a punto de comerse una mosca (Todos Nosotros, 2012)
- Superluv. Por lo que tiene de romántico (Everlasting, 2011)
- Somersaults (No Land Estate, 2009)
- Safe and Sound (Mushroom Pillow, 2008)
- No Land Recordings (Acuarela, 2007)
- On Junk (Limbo Starr, 2005)
- Ballads Don't Change Things (Limbo Starr, 2004)
- Deconstructin' Mood (Dusty Roses, 2003)

## Bandas sonoras
- 2024 American Star. Film. Original Picture Soundtrack. Dir. Gonzalo López-Gallego
- 2024 La sombra del Tiburón. Film. Original Picture Soundtrack. Dir. Gonzalo López-Gallego
- 2023 Esto no es Suecia. TV Series. TVE. 8 episodes.  Original Picture Soundtrack (w/ Guillermo Farré). Dir. Aina Clotet & Mar Coll
- 2021 La naranja prohibida. Documentary. Turner/TCM. Original Picture Soundtrack (w/ Wild Honey). Dir. Pedro González Bermúdez
- 2020.Néboa. TV Series. TVE. 8 episodes. Original Picture Soundtrack. Dir. Gonzalo López-Gallego
- 2019. Peckinpah Suite. Documentary. Turner/TCM. Original Picture Soundtrack (w/ Wild Honey). Dir. Pedro González Bermúdez
- 2019. Foodie Love. TV Series. HBO. Soundtrack Feature Film / Song “Foodie Love” and Instrumental “Foodie Love”. Dir. Isabel Coixet
- 2018. The Spirit of Painting. Documentary about Cai Guo-Qiang. Commission - Museo del Prado. Original Picture Soundtrack. Dir. Isabel Coixet
- 2018. 2001: Sparks In The Dark. Turner/TCM. Animated Film. Original Picture Soundtrack (w/ Wild Honey). Dir. Pedro González Bermúdez
- 2016. Un perro andaluz (Un Chien Andalou). Short Film. New Score. Commission - The National Gallery of Art. Washington. Dir. Buñuel & Dalí
- 2016. Un corazón roto no es como un jarrón roto o un florero. Short Film. Original Picture Soundtrack. Dir. Isabel Coixet
- 2014. Too Much Johnson. Film. Commission - Turner/TCM. Original Picture Soundtrack. Dir. Orson Welles

## Otros
- 2019. Foodie Love. TV Series. HBO. Soundtrack Feature Film / Song “Foodie Love” and Instrumental Foodie Love. Dir. Isabel Coixet
- 2018. Dawn Wiener: a piece in two chapters. Video. Nowness. Original Picture Soundtrack. Dir. Felipe Almendros
- 2018. Comercial. Dawn Wiener: a piece in two chapters. Commission - Conde Nast. Original Picture Soundtrack. Dir. Barbara Anastaci
- 2016. The Hollow Point. Film. Soundtrack Feature Film / Song “Odyssey Of Fire”. Dir. Gonzalo López-Gallego

## Libros
- Suelo Estar (Editorial Pájaro, 2014)
- Yo creo que Banksy eres tú (Editorial Mrs. Danvers, 2022)